# Яскула, Хенрик
Хенрик Яскула (пол. Henryk Jaskuła; 22 октября 1923, Радзишув — 14 мая 2020, Пшемысль) — польский путешественник. Первый поляк и третий в мировой истории яхтсмен, совершивший одиночный безостановочный рейс вокруг земного шара.

## Биография

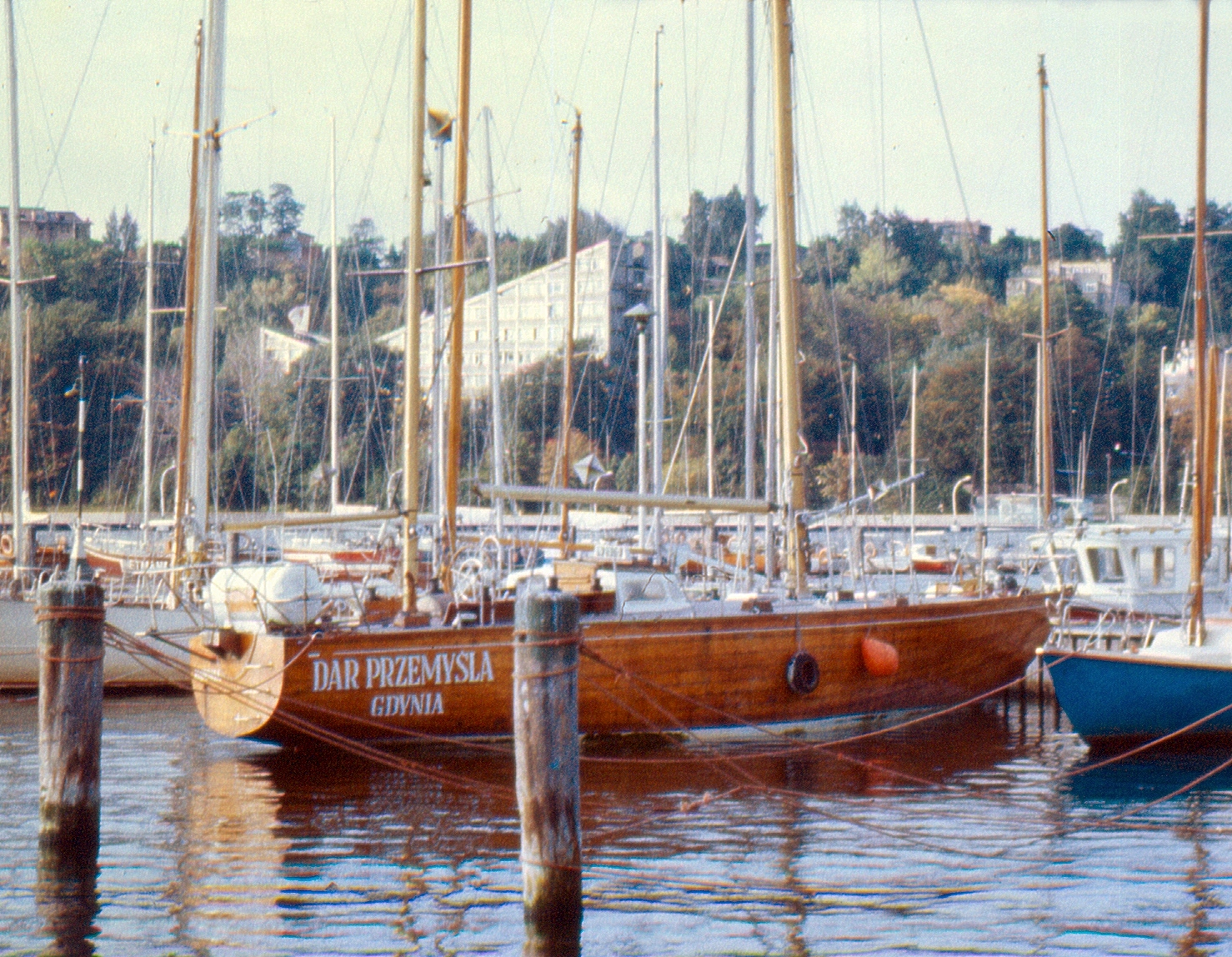
Яхта «Дар Пшемысля»

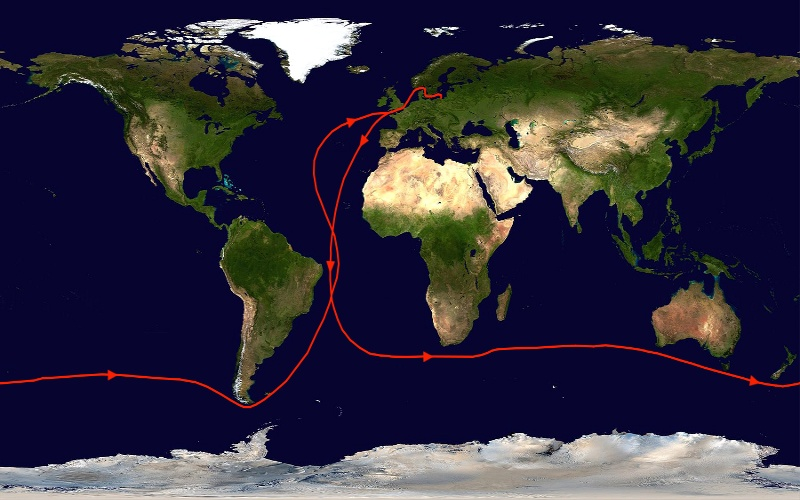
Круиз вокруг земного шара Х. Яскула

В 1930-х годах вслед за отцом выехал в Аргентину. После окончания школы и трёхлетнего профессионально-технического училища, поступил на электромеханический факультет Национального университета Ла-Платы. После окончания Второй мировой войны он решил продолжить учёбу в Польше.
В 1946 году вернулся на родину, обучался в Ягеллонском университете. В 1951 году защитил кандидатскую диссертацию на тему «Турбинная автоматизация».
Заинтересовался парусным спортом. В 1963 году получил звание шкипера яхты. В 1964 году совершил свой первый балтийский круиз на яхте «Syrius». В 1971 году участвовал в испанской регате Rias Bajas. В 1973 году отправился на яхте «Euros» из Вальпараисо (Чили) вокруг мыса Горн в Буэнос-Айрес. «Евро» стала второй польской яхтой в истории, обогнувшей мыс Горн. В 1975 году совершил свой первый одиночный балтийский круиз.
12 июня 1979 года яхтсмен Хенрик Яскула отправился на яхте «Дар Пшемысля» в одиночный безостановочный рейс вокруг земного шара из порта Гдыня, который закончился спустя 344 дня, 20 мая 1980 г.
Прошёл около 32 000 морских миль дорогой «чайных» клиперов вокруг трёх мысов — Доброй Надежды, Луин и Горн, в одиночку и без права остановиться в порту, попросить помощи или пополнить припасы, обновить снаряжение. Кроме того, до него никто не отваживался в одиночном плавании покорить датские проливы.

## Награды
- За спортивный подвиг капитан Яскула был удостоен Ордена Возрождения Польши и золотой медали «За выдающиеся спортивные достижения».
- Награждён Серебряным Секстантом (1980)
- Звание почётного спортсмена 1981 года
- Почётный член Польской ассоциации парусного спорта (2007)
- Почётный гражданин города Пшемысль (2008)
- Премия «Супер Колосс» за достижения в парусном спорте (2013)